# Бертхолд фон Питенгау
Бертхолд фон Питенгау (на немски: Berthold Graf von Pietengau; † 10 април 1254) е княжески епископ на Пасау (1250 – 1254).

## Живот
Той е син на граф Готфрид II фон Хелфенщайн-Зигмаринген († 1241) и съпругата му Аделхайд фон Нойфен († ок. 1240), вдовица на граф Конрад III фон Хайлигенберг († 1208), сестра на Бертолд фон Нойфен († 1224), епископ на Бриксен (1216 – 1224), дъщеря на граф Бертхолд I фон Вайсенхорн-Нойфен († 1221) и Аделхайд фон Гамертинген († сл. 1208), единствената дъщеря на граф Адалберт II фон Ахалм-Хетинген († пр. 1172). Брат е на Гебхард фон Зигмаринген-Питенгау († сл. 1253) и Алберт I фон Питенгау († 1260/1262), епископ на Регенсбург (1246 – 1259) и 1249 г. администратор на епископство Пасау след сваления епископ на Пасау Рюдигер фон Бергхайм († 1258).
Бертхолд е издигнат на 15 юни 1250 г. от папа Инокентий IV на епископ на Пасау. На 2 октомври 1250 г. той с трудности влиза в Пасау, където се е барикадирал сваления епископ Рюдигер. Така той втори път е удобрен за епископ от папата. Бертхолд е помазан едва през 1251 г. близо до Прага за свещеник и епископ от епископа на Прага Николаус.
Бертхолд фон Питенгау има добра връзка с бохемския крал Отокар II.